# ヘーゼビューとダーネヴィアケの考古学的境界線群
ヘーゼビューとダーネヴィアケの考古学的境界線群（ヘーゼビューとダーネヴィアケのこうこがくてききょうかいせんぐん）は、ドイツの世界遺産の一つである。ヴァイキング時代におけるユラン半島とそれ以外のヨーロッパを分けていた境界域の遺跡群であり、当時の様子を伝える交易地ヘーゼビューおよび周辺の土塁群の遺跡が対象となっている。

## 登録経緯
この資産の構成資産であるヘーゼビューと土塁群は、2011年に「ヴァイキングの記念物・遺跡群 / ダーネヴィアケとヘーゼビュー」(VIKING MONUMENTS AND SITES / Danevirke and Hedeby) の名前で2011年1月27日に世界遺産の暫定リストに掲載された。これは国境を越える世界遺産候補の一部であり、2014年にドイツ、デンマーク、アイスランド、ラトビア、ノルウェーにより「北ヨーロッパのヴァイキング時代の遺跡群」として共同推薦されたが、2015年の第39回世界遺産委員会では「登録延期」と決議された。
この資産がドイツ単独の候補として暫定リストに掲載されたのは、上記「登録延期」決議から半年ほど後の2016年1月28日のことで、2017年1月12日にユネスコ世界遺産センターへと正式推薦された。そのときの推薦名は「ヘーゼビューとダーネヴィアケの考古学的境界景観」(Archaeological Border Landscape of Hedeby and the Danevirke) で、文化的景観としての推薦だった。推薦国が比較研究の対象にしたのは、ビルカとホーヴゴーデン（スウェーデンの世界遺産）、ランス・オ・メドー（カナダの世界遺産）、シンクヴェトリル国立公園（アイスランドの世界遺産）、イェリング墳墓群、ルーン文字石碑群と教会（デンマークの世界遺産）、グリーンランドのグヤダー:氷冠縁辺部における古代スカンジナビア人とイヌイットの農業景観（グリーンランドにあるデンマークの世界遺産）といったヴァイキング関連の遺跡群のほか、防衛施設や文化的景観の世界遺産などであった。世界遺産委員会の諮問機関である国際記念物遺跡会議 (ICOMOS) は、比較研究を妥当なものとし、その顕著な普遍的価値を認めたものの、文化的景観とはせず、登録の際に名称を変更すべきことを勧告した。
2018年の第42回世界遺産委員会では、タイムスケジュールの関係で十分な審議時間が割かれなかったが、特段の異論は出ず、勧告の通りに登録された。

### 登録名
名称を変更すべきの勧告を踏まえ、登録に際し、名称が変更された。その正式登録名は英語: Archaeological Border complex of Hedeby and the Danevirkeおよびフランス語: Ensemble archéologique frontalier de Hedeby et du Danevirkeである。その日本語訳は、以下のように揺れがある。
- ヘーゼビューとダーネヴィルケの国境の考古学的遺跡群 - 世界遺産検定事務局[8]
- ヘーゼビューとダーネヴィアケのボーダー考古遺跡群 - プレック研究所[6]
- ハイタブとダーネヴェルクの考古学的境界線群 - ドイツ観光局[9]

なお、登録直後のプレスリリースの時点で名称変更は反映されていたが、正式登録後の文献でも、英語名を推薦時点のままでArchaeological Border Landscape of Hedeby and the Danevirke（下線は引用者）と明記した上で、以下のような訳語を示した文献も2点ある。
- ヘーゼビューとダーネヴィアケの考古ボーダー景観 - 月刊文化財[11]
- ヘーゼビューとダーネヴィルケの境界上の考古学的景観 - 古田陽久[12]

また、英語名は明記されていないが、
- ヘーゼビューとダーネヴィルケの考古学的景観

と訳す文献も複数あった。

## 登録基準
この世界遺産は世界遺産登録基準のうち、以下の条件を満たし、登録された（以下の基準は世界遺産センター公表の登録基準からの翻訳、引用である）。
- (3) 現存するまたは消滅した文化的伝統または文明の、唯一のまたは少なくとも稀な証拠。
  - 世界遺産委員会はこの基準の適用理由について、ヘーゼビューとダーネヴィアケの考古遺跡群は、「8世紀から11世紀ヨーロッパの様々な文化的伝統の人々の間での交流・交易に関する顕著な証拠を備えている。豊富で格段に保存状態の良い出土品類のおかげで、それらの遺跡はヴァイキング時代のヨーロッパの経済的・社会的・歴史的発展の幅広い変化を解釈するための鍵を与える科学的な場所となっている」[15]等とした。

- (4) 人類の歴史上重要な時代を例証する建築様式、建築物群、技術の集積または景観の優れた例。
  - 世界遺産委員会は、こちらの基準については、「考古学的証拠は、8世紀から11世紀の海・陸を越えた主要交易路の核心に当たる境界域に位置し、大規模な防衛システムと結びついた都市交易センターの例として、ヘーゼビューとダーネヴィアケの重要性を強調する」[15]等とした。

前述のとおり、委員会審議では審議時間が割かれておらず、これらの基準の適用理由は、ICOMOSの勧告書に記載されたものと同じである。

## 構成資産
構成資産はシュレースヴィヒ＝ホルシュタイン州のシュレースヴィヒ＝フレンスブルク郡とレンツブルク＝エッケルンフェルデ郡にまたがっている。

### ヘーゼビュー

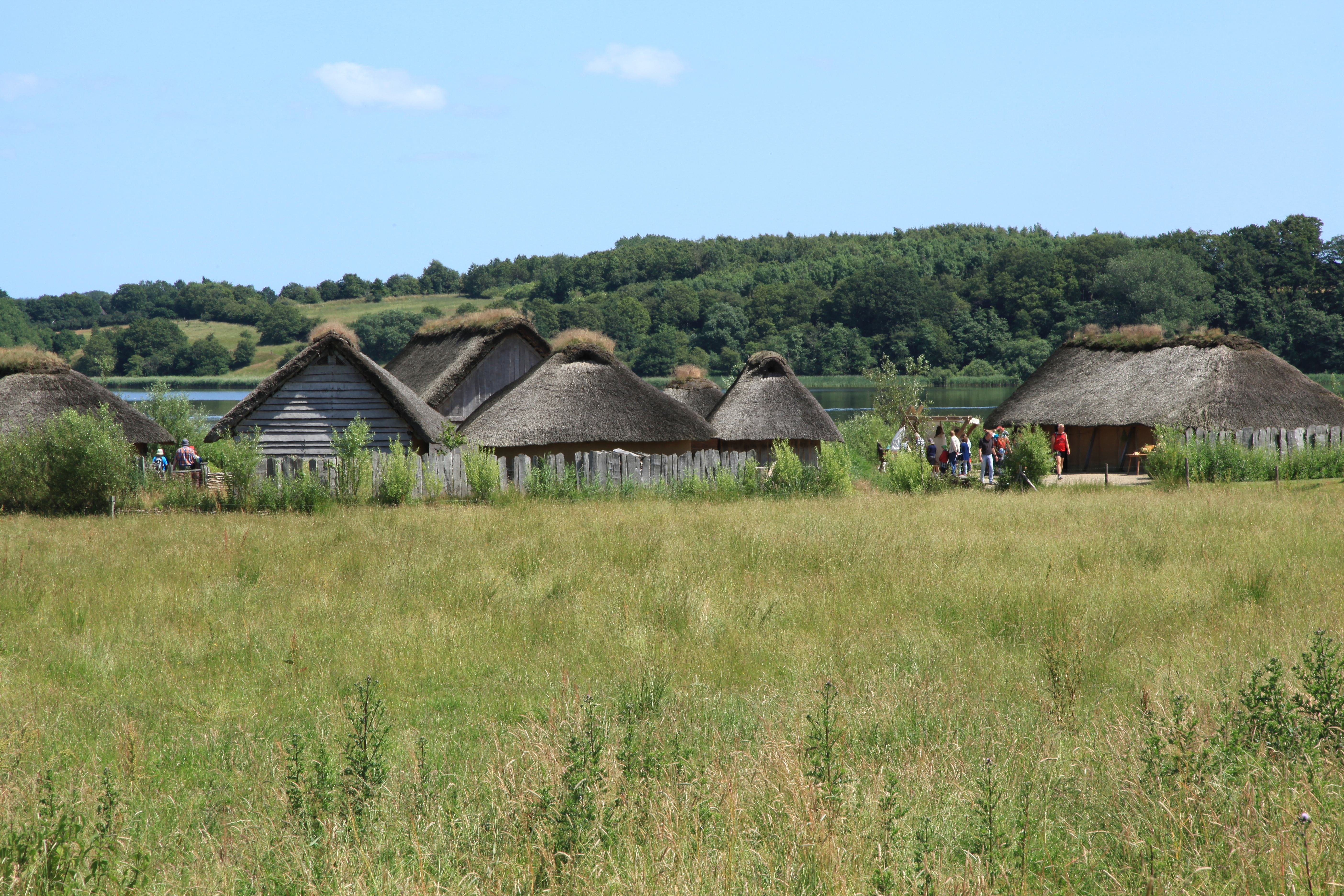
ヘーゼビューの復元された家屋

ヘーゼビューはスカンディナヴィアの商業拠点としてはビルカなどと並んで最古級のものであり、規模と重要性の点でも一番だったとも言われる。ヴァイキング時代を通じて、ビルカ、リーベ、ヘーゼビューを超える機能の「都市」は現れなかった。
9世紀初頭のデンマーク王ゴズフレズがオボトリート人（ヴェンド人）の都市レリクを破壊した際に、その商人たちを移住させた町がヘーゼビューの始まりとされている。当時の商人は、バルト海から北海に抜ける際、カテガット海峡・スカゲラク海峡と海路のみを辿ると、暴風や海賊に遭遇する危険性があったため、ユラン半島を横断する陸路を経由した。ヘーゼビューは外洋に直接接していないことから悪天候の避難に適しており、ユラン半島の陸路の端に位置する商業上の要衝だった。
900年ごろにスウェーデン人がヘーゼビューを占領した後、その防衛機能を高めるために都市周辺に半円状の防壁を築き、近傍の土塁ダーネヴィアケとも接続された。
ヘーゼビューは最盛期には1,500人ほどが暮らしていたと推測されているが、10世紀後半以降、近傍のシュレースヴィヒに取って代わられる形で衰退し、11世紀に滅亡した。
ヘーゼビューがシュレースヴィヒに取って代わられ、廃れてしまったことは、ヘーゼビューの集落の遺構が保存されることにつながった。その保存状態の良さは、8世紀から11世紀の港町としては随一とされる反面、世界遺産推薦時点（2017年）で発掘調査が行われたのは5%程度で、なお95%ほどが未発掘の状態であるという。

### ダーネヴィアケ

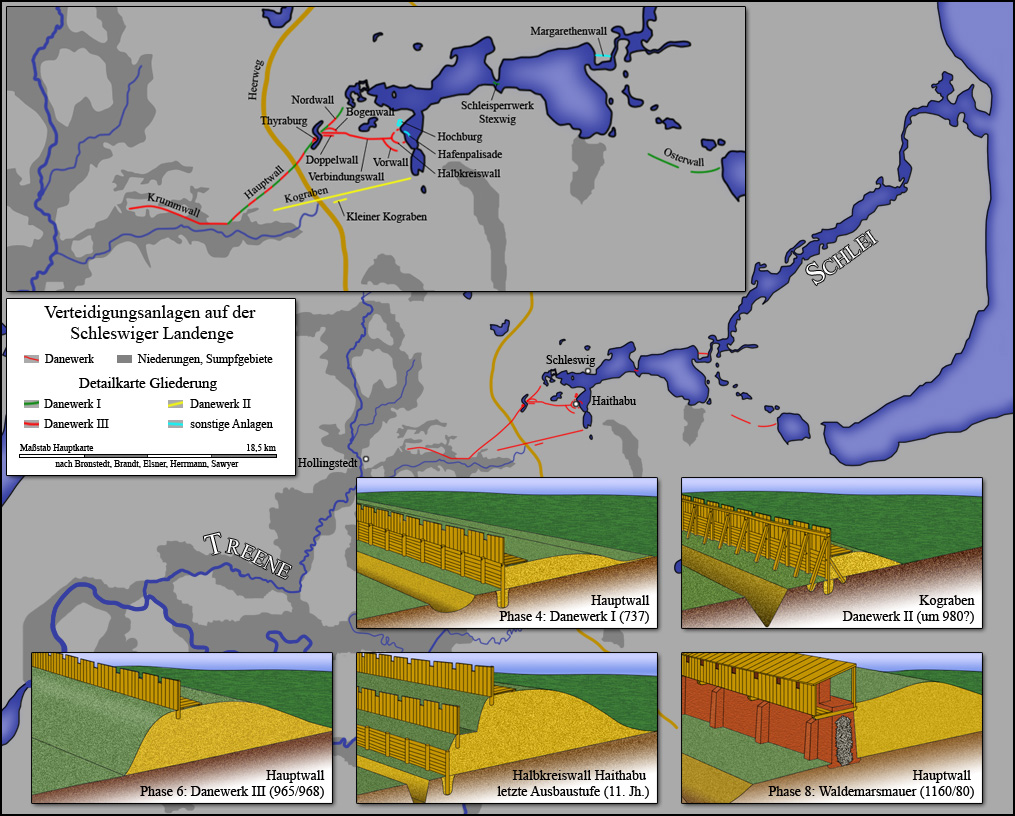
ダーネヴィアケの地図と変遷

ダーネヴィアケは「デンマーク人の堡塁」の意味で、「デイン防塁」、「デンマーク土塁」などと表記する文献もある。ドイツ語名Danewerkに「デンマーク砦」という訳語を当てている辞書もある。
その最初の建設は737年前後のことで、ザクセン、ユラン半島と勢力を伸ばしつつあったフランク王国に対抗するものであった。それはスカンディナヴィア南端の国境線であるとともに、「民族領域境界」も意味した。建設者は『フランク王国年代記』では9世紀初頭のデンマーク王ゴズフレズとされていたが、考古学的には737年前後に遡るものと見なされるようになっており、ゴズフレズはダーネヴィアケを補強した者と位置づけられている。それを踏まえて、最初の建造者を8世紀の王アンガンチュールと結びつける説もある。
ハーラル青歯王は、一度ドイツに奪われたヘーゼビューを奪還した後、守りを固めるためにヘーゼビューの要塞化とダーネヴィアケの補強を行なった。この10世紀後半の補強で、ヘーゼビューの塁壁とダーネヴィアケとが接続壁（連結土塁）で繋がれた。また、近隣の海中からは、10世紀から11世紀のものと思われる構造物の遺構が見つかっている。12世紀には、すでにヘーゼビューは衰退していたが、デンマーク王ヴァルデマー1世はレンガを用いた防壁の補強を行なっている。このダーネヴィアケは、ヴァイキング時代のスカンディナヴィアでは最大級の防衛施設とされている。
この土塁群は第二次シュレースヴィヒ＝ホルシュタイン戦争（1864年）のデンマーク軍、第二次世界大戦末期のドイツ軍も、それぞれ防衛に利用した。保存が意識されたのは第二次世界大戦後のことで、1950年にヘーゼビューとともに、自然保護区の一部という形ではあったが、保護対象になった。

### 一覧
構成資産は以下のとおりである。
| ID       | 構成資産名                                           | 日本語訳（仮訳）                               | 登録面積（ha） | 備考 |
| -------- | ---------------------------------------------------- | ---------------------------------------------- | -------------- | --- |
| 1553-001 | Crooked Wall Area 4                                  | 湾曲壁の地域4                                  | 1.4            | 総延長7.5 kmの湾曲壁は主壁の西側にあり、ダーネヴィアケの最西端にあたる。                                              |
| 1553-002 | Crooked Wall Areas 3 to 4                            | 湾曲壁の地域3から4                             | 16.1           | 総延長7.5 kmの湾曲壁は主壁の西側にあり、ダーネヴィアケの最西端にあたる。                                              |
| 1553-003 | Crooked Wall Areas 1 to 2 Main Wall Areas 4 to 5     | 湾曲壁の地域1から2 主壁（主土塁）の地域4から5  | 25.2           | |
| 1553-004 | Main Wall Areas 2 to 3                               | 主壁の地域2から3                               | 14.4           | 湾曲壁とダーネヴェルク湖岸をつなぐ5.5 kmの主壁は、時期を隔てて何度も増改築されてきた。                                |
| 1553-005 | Main Wall Area 1                                     | 主壁の地域1                                    | 6.3            | 湾曲壁とダーネヴェルク湖岸をつなぐ5.5 kmの主壁は、時期を隔てて何度も増改築されてきた。                                |
| 1553-006 | Connection Wall Area 9 North Wall Area 4 Arched Wall | 接続壁（連結土塁）の地域9 北壁の地域4 アーチ壁 | 3.6            | |
| 1553-007 | North Wall Areas 1 to 2                              | 北壁の地域1から2                               | 3.6            | 1,5kmの北壁は、ダーネヴェルク湖の東側にのびる。                                                                       |
| 1553-008 | Arched Wall                                          | アーチ壁                                       | 0.8            | |
| 1553-009 | Connection Wall Area 8                               | 接続壁の地域8                                  | 2.5            | 接続壁は、ヘーゼビューの半円状の土塁と、ダーネヴィアケの主壁をつなぐ部分であり、最も古い部分は960年ごろに建造された。 |
| 1553-010 | Connection Wall Areas 5 to 7                         | 接続壁の地域5から7                             | 5.8            | 接続壁は、ヘーゼビューの半円状の土塁と、ダーネヴィアケの主壁をつなぐ部分であり、最も古い部分は960年ごろに建造された。 |
| 1553-011 | Connection Wall Area 3                               | 接続壁の地域3                                  | 0.6            | 接続壁は、ヘーゼビューの半円状の土塁と、ダーネヴィアケの主壁をつなぐ部分であり、最も古い部分は960年ごろに建造された。 |
| 1553-012 | Hedeby                                               | ヘーゼビュー                                   | 95             | |
| 1553-013 | Kovirke Area 1                                       | コーヴィアケの地域1                            | 0.9            | 6.5kmのコーヴィアケは主壁の南に延びる。                                                                               |
| 1553-014 | Kovirke Area 2                                       | コーヴィアケの地域2                            | 0.3            | 6.5kmのコーヴィアケは主壁の南に延びる。                                                                               |
| 1553-015 | Kovirke Area 3 to 5                                  | コーヴィアケの地域3から5                       | 7.9            | 6.5kmのコーヴィアケは主壁の南に延びる。                                                                               |
| 1553-016 | Kovirke Area 6                                       | コーヴィアケの地域6                            | 2.1            | 6.5kmのコーヴィアケは主壁の南に延びる。                                                                               |
| 1553-017 | Kovirke Area 7                                       | コーヴィアケの地域7                            | 0.05           | 6.5kmのコーヴィアケは主壁の南に延びる。                                                                               |
| 1553-018 | Kovirke Area 8                                       | コーヴィアケの地域8                            | 0.5            | 6.5kmのコーヴィアケは主壁の南に延びる。                                                                               |
| 1553-019 | Offshore Work                                        | 沖の構造物                                     | 36.2           | ヘーゼビューの東のシュライ・フィヨルドに築かれた木造建築物の遺構である。                                              |
| 1553-020 | East Wall Area 1A to 1C                              | 東壁の地域1Aから1C                             | 1.9            | 東壁はバルト海沿岸の潟につながる。                                                                                    |
| 1553-021 | East Wall Area 2D                                    | 東壁の地域2D                                   | 0.5            | 東壁はバルト海沿岸の潟につながる。                                                                                    |
| 1553-022 | East Wall Area 2E to 2F                              | 東壁の地域2Eから2F                             | 1.9            | 東壁はバルト海沿岸の潟につながる。                                                                                    |